# Futari Ecchi
Futari Ecchi (ふたりエッチ), também chamado de Manga Sutra, Step Up Love Story, ou Manga Love Story, é uma série de mangá de Katsuaki Nakamura.

## Enredo
Futari Ecchi conta a história de Makoto e Yura, que seriam um casal comum, se não fosse por um detalhe: casaram-se virgens com 25 anos de idade. Ele não sabe direito o que fazer, ela tem vergonha (e não sabe o que fazer também). O título Futari Ecchi (futari de duas pessoas e ecchi de sexo) é um trocadilho com Hitori Ecchi, que significa masturbação.

## Recepção
Em 2018, a Hakusensha revelou que há 29,5 milhões de volumes do mangá em circulação; 27 milhões no Japão, incluindo cópias digitais, e 2,5 milhões no exterior.